# Cyrtoneurina veniseta
Cyrtoneurina veniseta är en tvåvingeart som först beskrevs av Stein 1904.  Cyrtoneurina veniseta ingår i släktet Cyrtoneurina och familjen husflugor. Inga underarter finns listade i Catalogue of Life.